# Kamenné námestie

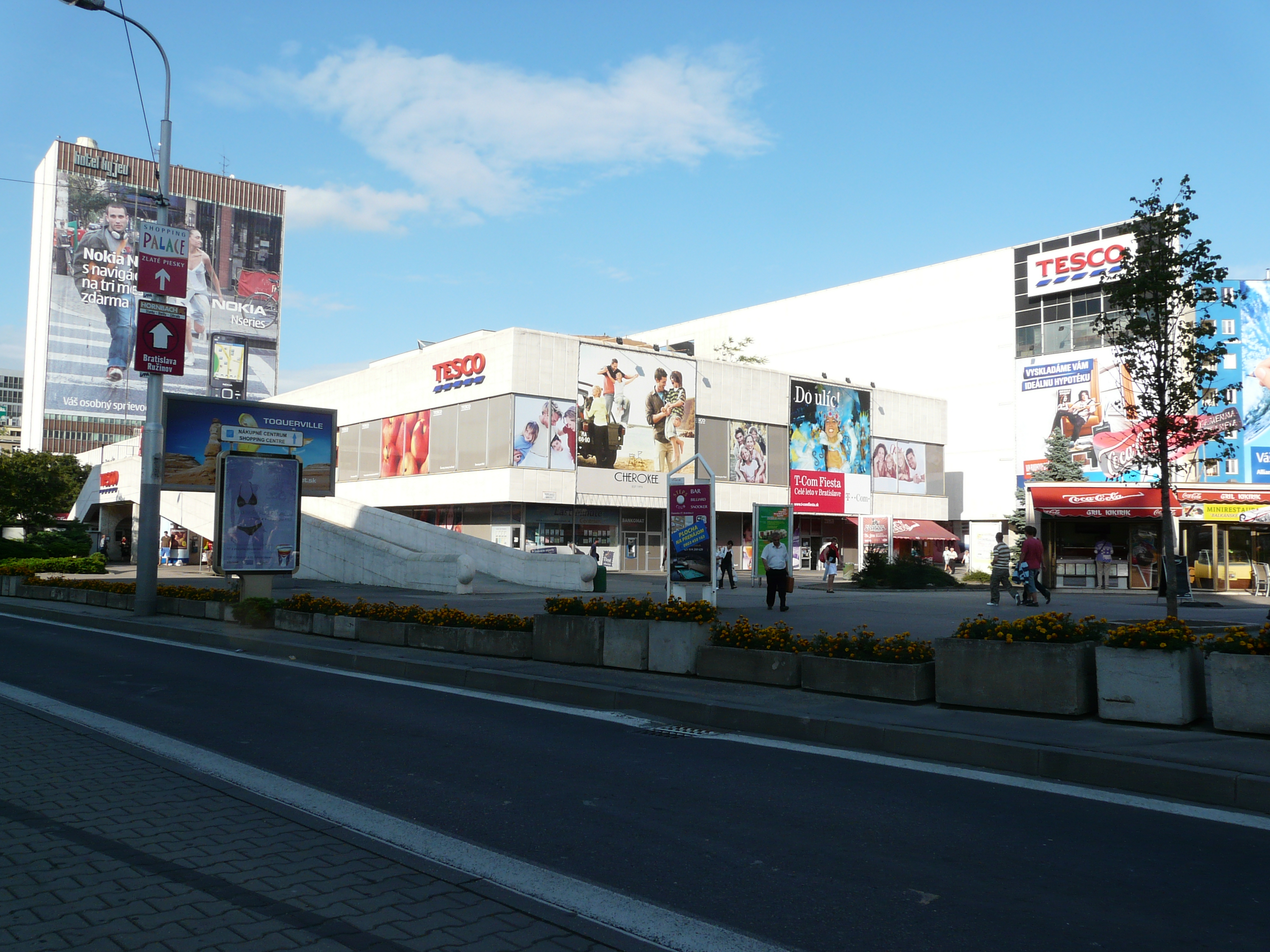
Kaufhaus Prior Bratislava (damals Tesco) und das Hotel Kyjev, 2008

Kamenné námestie (deutsch Steinplatz, ungarisch Kő-tér) ist ein Platz in der slowakischen Hauptstadt Bratislava, im östlichen Teil des Stadtteils Staré Mesto (deutsch Altstadt).
Der Platz am östlichen Rand des historischen Stadtzentrums ist ein Verkehrsknotenpunkt. Angrenzende Straßen sind Špitálska, Dunajská, Štúrova, im Westen geht er frei in den Platz Námestie SNP über. Räumlich dominiert der funktionalistische Gebäudekomplex des Kaufhauses Prior Bratislava mit dem Hotel Kyjev, nach dem Projekt des Architekten Ivan Matušík. Dieser wurde ab 1964 in mehreren Etappen errichtet: Der erste Teil des Kaufhauses wurde am 20. November 1968 eröffnet, 1973 folgte das Hotel Kyjev (seit 2011 gesperrt) und 1978 ein Kaufhauszubau.
Im ÖPNV-System des Betreibers Dopravný podnik Bratislava ist der Platz über die Straßenbahnhaltestelle Centrum bedient, mit Linien nach Karlova Ves, Dúbravka, Nové Mesto, Rača sowie zum Hauptbahnhof.

## Historisches
Der erste überlieferte Name ist Steinmetzplatz (ungarisch Kőfaragó-tér) aus dem Jahr 1781 und verweist auf Steinmetzwerkstätten in der Umgebung des Platzes, dabei war die Werkstatt der Familie Rumpelmayer die größte. Nach dem Grundbesitzer hieß der Platz später Rumpelmayers Steinplatz, per Entscheidung des Stadtrats vom 28. Juli 1879 wurde daraus das kürzere Steinplatz. Nach der Eingliederung der Stadt in die Tschechoslowakei wurde 1921 die slowakische Namensform offiziell. 1977 wurde der Platz in Kyjevské námestie (deutsch Kiew-Platz) umbenannt, nach der damaligen Hauptstadt der Ukrainischen Sozialistischen Sowjetrepublik. Zum 1. April 1991 kehrte man zum vorherigen Namen zurück.